# Sembulang
Sembulang is een bestuurslaag in het regentschap Batam van de provincie Riau-archipel, Indonesië. Sembulang telt 2570 inwoners (volkstelling 2010).